# Johann Baptist Herb
Johann Baptist Herb (* 31. Januar 1806 in Warching; † 28. Juni 1890 in München) war ein deutscher Theologe.

## Leben
Er studierte Philosophie an der Hochschule Dillingen an der Donau und Theologie an der LMU München. Nach der Priesterweihe am 28. August 1832 in Eichstätt und der Promotion 1834 zum Dr. theol. in München lehrte er von 1835 bis 1840 als Lyzealprofessor und Direktor des Knabenseminars in Freising. 1840 wurde er Professor für Dogmatik an der LMU München. 1844 wurde er zum Oberkirchen- und Schulrat im Innenministerium ernannt. 1847 wurde er Domkapitular im Metropolitankapitel in München.

## Schriften (Auswahl)
- Die Häresie am Richterstuhl und der Obersatz im dogmatischen Beweise. Ingolstadt 1835.